# Ochsenbrunnlacke
Ochsenbrunnlacke är en sjö i Österrike i regionen Seewinkel.   Den ligger i förbundslandet Burgenland, i den östra delen av landet, 60 km sydost om huvudstaden Wien. Ochsenbrunnlacke ligger 115 meter över havet. Arean är 0,24 kvadratkilometer. Sjön sträcker sig 0,6 kilometer i nord-sydlig riktning, och 0,7 kilometer i öst-västlig riktning.
Trakten runt Ochsenbrunnlacke består till största delen av jordbruksmark. Runt Ochsenbrunnlacke är det ganska tätbefolkat, med 54 invånare per kvadratkilometer.